# Período de Isim-Larsa
Período de Isim-Larsa é uma designação aplicada a uma fase da história da Mesopotâmia antiga que se estende desde o fim da terceira dinastia de Ur e a conquista da Mesopotâmia pelo rei Hamurabi da Babilónia. Segundo a datação convencional (aproximada), esse período teve o seu início em 2 004 a.C. e terminou em 1 763 a.C., constituindo a primeira parte do chamado período paleobabilônico (2004–1595 a.C.); correspondendo a segunda parte ao período da primeira dinastia da Babilónia.
Como o nome indica, durante este período afirmaram-se sucessivamente duas grandes potências na Baixa Mesopotâmia: o Reino de Isim, que tenta ser herdeiro do Reino de Ur depois deste cair, e do Reino de Larsa, cuja queda marca o fim do período. Na realidade, nenhum desses dois reinos chega a ser incontestavelmente hegemónico da Baixa Mesopotâmia, tendo coabitado com outros reinos menos poderosos, como Uruque, Babilónia, Manquisum, etc. A norte, dominaram outras entidades políticas poderosas (Esnuna, Ecalatum, Mari e Iamade), não tendo Isim e Larsa qualquer influência. As dinastias deste período têm em comum serem de origem amorita, apesar de se terem aculturado rapidamente às tradições mesopotâmicas.

## Queda de Ur e formação das dinastias amoritas
As tribos amoritas tornaram-se cada vez mais turbulentas durante o período da terceira dinastia de Ur (um período também chamado renascimento sumério, no século XXI a.C. É difícil saber as causas dos movimentos das populações amoritas. Sem dúvida estão ligadas a um fenômeno de aquecimento climático que afetou mais rapidamente os semi-nómadas que viviam nas estepes, onde a sobrevivência depende de raros pontos onde havia água, que secam rapidamente quando o clima se torna mais seco. As menções aos amoritas nos textos dessa época tornam-se mais numerosos na Suméria e na Acádia. O rei Sulgi (r. 2094–2047 a.C.) chegou a construir uma muralha para se proteger das incursões dos amoritas, mas este revelou-se ineficaz. Na Síria, os sítios urbanos perderam a sua importância, o que parece demonstrar que o nomadismo ganhou importância, o que é visto como um sinal de um estabelecimento massivo de amoritas naquela região. É nessa altura que as dinastias amoritas se começam a instalar na Síria do norte. Na Baixa Mesopotâmia, a pressão exercida pelos amoritas faz-se sentir cada vez mais fortemente no fim do século XXI a.C. O rei Ibi-Sim (r. 2028–2004 a.C.) perdeu uma grande parte do seu território setentrional para as tribos amoritas, numa altura em que o seu país passava por uma seca, um fenómeno que sem dúvida estava ligado aos ataques, pelo menos em parte. É então, cerca de 2017, que o governador da cidade de Isim, Isbi-Erra, se declara independente, quando Ibi-Sim o encarrega de fornecer cereais a Ur. O Reino de Ibi-Sim fica assim ainda mais enfraquecido e o golpe final sobreveio quando Quindatu, o rei de Elão lançou um ataque durante o qual conquistou Ur e outras cidades sumérias em 2 004 a.C. Ibi-Sim foi deportado para Elão e o antes poderoso Reino de Ur desaparece. Não obstante terem sido os elamitas que derrotaram Ibi-Sim, os amoritas tiveram um papel determinante na queda do Reino de Ur e foram eles que recolheram os principais dividendos: logo que os elamitas voltam às suas terras, os soberanos amoritas ficam à frente de numerosos reinos em todo o Médio Oriente.
Sobre as ruínas do Reino de Ur III surgem uma série de reinos liderados por dinastias amoritas. Na Suméria, Isbi-Erra logrou manter-se no poder em Isim e continuou a dominar a região depois de ter repelido os elamitas de Ur. No entanto, os amoritas já se tinham entretanto instalado em Larsa após o fim do reinado de Ibi-Sim. Os arquivos do Reino de Esnuna mencionam a presença de tribos amoritas poderosas na região do rio Diala (afluente da margem esquerda do Tigre). Na Acádia, os reinos amoritas foram fundados mais tarde, durante o período de lutas entre Isim e Larsa, nas cidades de Quis, Sipar e Babilónia. Na Síria, foi nesse mesmo período que foram fundadas as dinastias amoritas dos reinos de Mari, Alepo e de Catna, bem como todos os principados da região do Cabur, do Balique e de todo o Médio Eufrates

## Rivalidade entre Isim e Larsa

### Domínio de Isim
Isbi-Erra conseguiu manter o domínio sobre Isim depois da queda de Ur. Ele conquistou esta cidade depois dela ter estado oito anos nas mãos dos elamitas. Nessa altura ele tinha já estendido o seu poder para norte, como Esnuna, onde colocou um novo governador que no entanto se emancipou pouco depois. A sul, o Reino de Larsa continuou independente. Isbi-Erra morreu em 1 985 a.C. e foi substituído por Su-ilisu (r. 1984–1975 a.C.), que restaurou Ur durante o seu reinado, nomeadamente fazendo retornar as estátua do deus Sim, que tinha sido levada para Elão em 2 004 a.C. O reinado seguinte, de Idindagã (r. 1974–1954 a.C.), está muito mal documentado, ao contrário do que acontece com o do seu sucessor, Ismedagã (r. 1953–1935 a.C.), do qual há um grande número de fontes, entre as quais muitos textos literários. Sabe-se que empreendeu várias construções e reconstruções em várias cidades sumérias. O apogeu de Isim deu-se nesse período e no do reinado seguinte, de Lipite-Istar (r. 1934–1924 a.C.), o qual é conhecido por ter deixado um código legal. Nessa altura, Larsa começa a tornar-se uma ameaça séria e a tornar-se predominante.

### Ascensão de Larsa

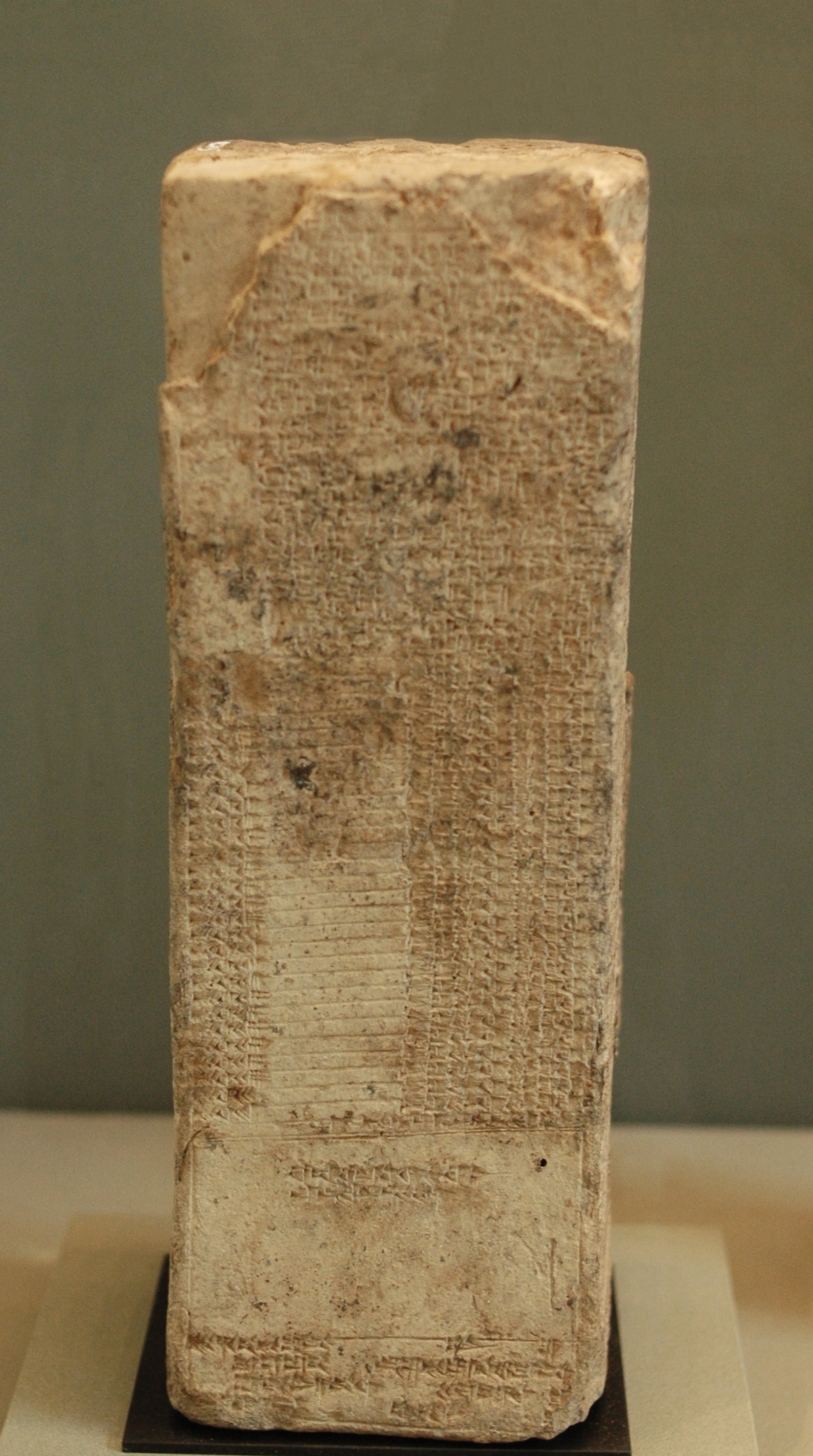
Lista de reis de Larsa; Museu do Louvre, Paris

Segundo a lista real suméria, da historiografia do Reino de Larsa, esta cidade foi a capital de uma dinastia independente amorita desde 2 025 a.C., quando um certo Naplanum, não mencionado em quaisquer outras fontes, conquistou a cidade ao soberano de Ur. Os primeiros anos do reino amorita de Larsa são muito mal conhecidos e os primeiros registos fiáveis sobre este reino datam dos reinados de Samium (r. 1976–1942 a.C.), que conquistou a cidade de Lagaxe, e do seu sucessor Zabaia (r. 1941–1933 a.C.). Quando este último morreu, o trono foi ocupado pelo seu irmão Gungunum (r. 1932–1906 a.C.), durante cujo reinado Larsa se tornou uma potência regional. Gungunum começou por apoderar-se de Ur e depois de Quisurra e de Uruque, todas elas dependentes de Isim. Em seguida derrotou a outra grande potência regional, Elão, tendo-se apoderado brevemente de Susa. As vitórias de Gungunum precipitaram a queda da dinastia elamita de Simasqui, o que fez com que Elão deixasse de constituir uma grande ameça para a Mesopotâmia durante mais de um século. Quando Gungunum morreu, Larsa tinha-se tornado o reino mais poderoso do sul da Mesopotâmia.
Entretanto Isim não se dá por vencida e os dois reinos entram em guerra durante os reinados dos monarcas seguintes. A guerra terminou com a vitória do rei Abi-Sim (r. 1905–1895 a.C.) de Larsa e a morte de Ur-Ninurta (r. 1923–1896 a.C.) em combate. O filho deste, Bur-Sim (r. 1894–1874 a.C.) tentou vingar a derrota frente a Sumuel (r. 1894–1866 a.C.), mas tal não impediu que este último conquistasse outras cidades mais a norte: Quis, Cazalu e sobretudo Nipur. Sumuel foi também muito ativo em obras fluviais, tendo desviado uma braço do Eufrates que corria em direção ao território de Isim para ser aproveitada por Larsa, o que teve enormes consequências económicas. No entanto, aparentemente o Reino de Larsa desapareceu devido a uma catástrofe cuja natureza se desconhece.

### A fragmentação política do sul mesopotâmico
No mesmo período, a Babilónia do norte foi dividida entre vários pequenos reinos amoritas: Quis, que cai nas mãos de Larsa durante o reinado de Sumuel, Sipar, Marade, a qual conhece um momento de grande expansão, Dilbate, Danrum e a cidade de Babilónia, onde foi fundada uma dinastia por Samulael (r. 1880–1845 a.C.) Ainda mais a norte, no vale do Diala, o Reino de Esnuna apoderou-se de todos os principados vizinhos a partir do reinado de Ipique-Adade (ca.  1850 a.C.) e tornou-se uma grade potência política. Na Suméria dominada por Isim e Larsa, foi fundada uma nova dinastia em Uruque por Sim-Caside em 1860, que empreendeu várias obras na sua capital e se aliou a Babilónia, casando-se com a filha de Sumulael.
A situação de Isim continuou a deteriorar-se depois das derrotas infligidas por Sumuel: há uma história que conta que o rei vencido Erra-Imiti (r. 1868–1861 a.C.), tendo sabido por presságios da sua morte, fez-se substituir temporariamente por um "substituto real", o jardineiro Enlil-Bani, sobre o qual a maldição deveria abater-se; mas o destino tinha decidido a sua morte, pelo que Enlil-bani se tornou o rei legítimo e reinou entre 1860 e 1 837 a.C. Após o fim do reinado deste, Isim foi declinando cada vez mais, enquanto Larsa se tornou a potência dominante da região. Nesta cidade, Nuradade (r. 1865–1850 a.C.) empreendeu obras importantes, mas o seu único feito militar relevante foi a conquista de Mascansapir, situada a norte do seu reino, e enfrentou uma revolta no seu território. O seu filho e sucessor Sim-Idinã (r. 1849–1843 a.C.) teve um reinado mais prolífico, tendo derrotado Sumulael da Babilónia e depois Esnuna, as duas principais potências em ascensão situadas a norte do seu reino. Depois dele, Sim-Iquisã (r. 1840–1836 a.C.) enfrentou uma coligação formada por Isim, Uruque, Cazalu e Elão.
Na mesma altura, o poderio de Babilónia também crescia. Depois da derrota de Sumulael frente a Larsa, o seu filho Sabium (r. 1844–1831 a.C.) apoderou-se de vários reinos vizinhos de Sipar, Quis, Danrum, Dilbate e Marade e possivelmente chegou a derrotar um exército de Larsa. Nesta cidade, instalou-se uma nova dinastia em 1 834 a.C., com um personagem de nome elamita Cudur-Mabuque, que no entanto não chega a ser rei de Larsa, ao contrário dos seus dois filhos Uarade-Sim (r. 1834–1823 a.C.) e Rim-Sim (r. 1822–1763 a.C.). Ao que parece, esta mudança dinástica sucedeu na sequência de uma revolta em Mascansapir, que se aliou com Cazalu, o que deu origem a uma ofensiva no coração do Reino de Larsa. Cudur-Mabuque restabeleceu a situação e Uarade-Sim estendeu a sua autoridade à cidade santa de Nipur e derrotou o Reino de Malgium.
Rim-Sim teve um reinado muito longo, de quase 60 anos, cuja primeira metade foi marcada por grandes êxitos militares. Em 1 802 a.C., apoderou-se do reino vizinho de Uruque e assegura o controlo definitivo da cidade de Nipur, que entretanto tinha voltado à órbita de Isim. Estes primeiros sucessos não o puseram a salvo da expansão babilónica: Sim-Mubalite (r. 1812–1793 a.C.) lançou vários ataques à parte sul do Reino de Larsa e apoderou-se temporariamente de Nipur e até mesmo de Isim cerca de 1 797−1 796 a.C. Rim-Sim não perdeu tempo a contra-atacar; as suas tropas retomaram Nipur, seguidamente anexaram Isim e o que restava do seu reino em 1 794 a.C. Este é o ponto alto do seu reinado, mas também a sua última grande vitória. Esgotado pelas guerras sucessivas em que se envolveu, o Reino de Larsa parou de se expandir, ao mesmo tempo que em Babilónia ascende ao trono o maior soberano desse período: Hamurabi (r. 1792–1750 a.C.).

### A situação na Alta Mesopotâmia e na Síria
Os acontecimentos nas regiões setentrionais da Mesopotâmia e da Síria neste período são mal conhecidos, havendo falta de fontes. Os grandes reinos da região são os de Iamade, centrado em torno da sua capital Alepo; Catna; o seu rival a sul, no Médio Eufrates, Mari, de onde provêm as principais fontes desta época; Carquemis, junto à Anatólia; Ecalatum no Alto Tigre (sítio que ainda não foi localizado); e a cidade de Assur, conhecida neste período pelos arquivos de Canés, na Capadócia. Cabe também mencionar, devido à sua importância, o Reino de Esnuna, que tinha interesses na região do Médio Eufrates, e a região do Cabur, local de passagem de grandes rotas comerciais.
Ipique-Adade II de Esnuna apoderou-se da cidade de Arrapa durante a segunda metade do século XIX a.C. O seu filho Narã-Sim continuou a expansão, lançando ofensivas na região do Tigre, onde derrotou a potência local, Ecalatum, cujo rei fugiu para Babilónia. Prosseguiu depois para o Triângulo do Cabur, onde Ecalatum tinha estendido a sua influência, e atacou na direção do Eufrates; o seu pai tinha submetido Rapicum e ele apoderou-se de Suhum. O rei de Mari Iadum-Lim (r. 1810–1794 a.C.), então já vizinho de Esnuna, foi forçado a aceitar a suserania deste último em detrimento do seu vizinho oriental, Iamade. O rei deste país, Sumuepu (r. 1810–1780 a.C.), enfrentou uma revolta das tribos nómadas beniaminitas do Reino de Mari, que foi esmagada por Iadum-Lim. Entretanto, Sansiadu voltou do exílio e restabeleceu o seu poder em Ecalatum, aproveitando a retirada de Esnuna depois da morte de Narã-Sim.

## Concentração política

### Reino da Alta Mesopotâmia

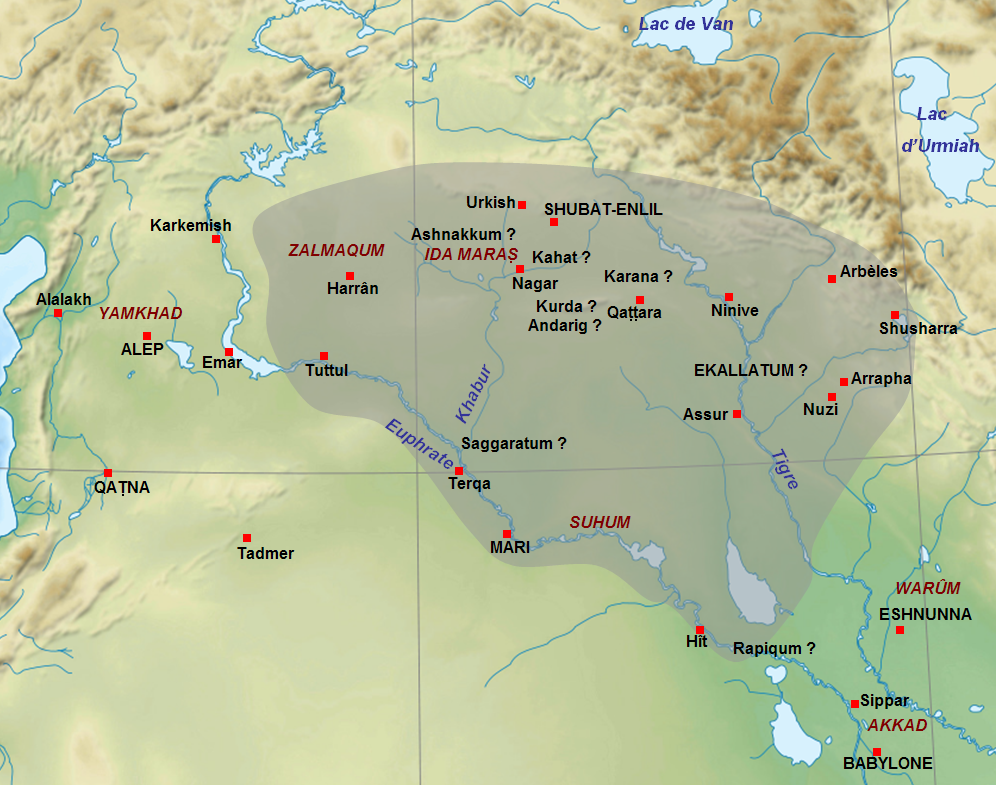
Mapa aproximado do Reino da Alta Mesopotâmia antes da morte de Sansiadu

Sansiadu (ou Sansiadade; r.–1815 a.C.) iniciou uma série de conquistas após regressar a Ecalatum. Começou por submeter Assur, o que lhe abriu caminho para o Triângulo do Cabur. Apoderou-se da parte oriental desta região, mas o seu avanço foi detido por Iadum-Lim em Nagar e a sua progressão para oeste ficou momentaneamente bloqueada. Porém, pouco depois o seu adversário foi derrotado pelo seu filho, o que levou à desestabilização do Reino de Mari. Sansiadu tirou partido da situação e tomou Mari em 1 793 a.C..
É assim constituído um reino muito poderoso, entre o Tigre e o Eufrates, centrado no Triângulo de Cabur, que dominava importantes rotas comerciais. Este reino, no passado considerado erradamente como sendo assírio porque Sansiadu dominava Assur, é geralmente designado como Reino da Alta Mesopotâmia. Sansiadu estabeleceu uma nova capital no centro do seu reino, em Sequena, que é rebatizada Subate-Enlil. Para facilitar o controlo dos seus territórios, ele coloca os seus dois filhos à cabeça das regiões fronteiriças mais perigosas: o mais velho, Ismedagã I em Ecalatum, na fronteira com Esnuna; e o mais novo, Iasma-Adu em Mari, na fronteira com Alepo. Sansiadu mantém como monarca supremo, e toma o título de "Grande Rei", enquanto os filhos se intitulam simplesmente de "Rei". É o pai quem decide a orientação genal da política externa do seu reino. Ele sela igualmente uma aliança com o rei Isqui-Adu de Catna contra Alepo, nos termos da qual foi acordado o casamento de Iasma-Adu com Dam-hurasi, a filha de Isqui-Adu. Devido a esta aliança, Sansiadu envia várias vezes tropas para Catna para apoiar a guerra contra Alepo e para ajudar a conter as revoltas de vassalos na região do Líbano.
Foi também feita uma aliança com o inimigo de outrora, Esnuna. O dois filhos de Sansiadu tinham temperamentos diferentes. Ismedagã envolveu-se em ações militares, obtendo várias vitórias na região do Tigre no decurso de um campanha com Esnuna, na qual foram conquistadas várias cidades, nomeadamente Nínive e Arbela. Pelo contrário, Iasma-Adu, parece ter sido menos dedicado às usas obrigações de rei e raramente participou em combates. Iasma-Adu é conhecido através dos arquivos de Mari, nos quais há correspondência sua com o pai e com o irmão, que permite conhecer relativamente bem a história do reino.
Os últimos anos do reinado de Sansiadu foram bastante turbulentos. Uma epidemia de peste assolou a região de Mari e estalaram revoltas em vários locais. Quando o rei morreu, em 1 775 a.C., os estados vizinhos do Reino da Alta Mesopotâmia sentiram que a situação tinha mudado e lançam-se ao assalto. O rei Ibal-pi-El de Esnuna põe em causa a autoridade de Ismedagã na região do Tigre. Este consegue manter-se em Ecalatum mas mostra-se incapaz de recuperar a herança do seu pai. O seu irmão morreu durante uma revolta liderada pelos soberanos da região do Médio Eufrates perseguidos por Sansiadu. Em Mari, é Zinri-Lim, um descendente de Iadum-Lim, que ascende ao trono.

### O ponto de viragem: a invasão elamita
Os anos que se seguiram à morte de Sansiadu foram marcados por uma busca de um novo equilíbrio nos antigos territórios do Reino da Alta Mesopotâmia. Mari situava-se no centro do problema. Zimri-Lim teve que afirmar a sua autoridade esmagando várias revoltas, para em seguida estender o seu domínio sobre a região do Cabur. Além disso, teve também que normalizar as suas relações com os estados vizinhos. Nesse sentido, aliou-se com Alepo, cujo rei Sumuepu o tinha ajudado a subir ao trono.
A leste, a situação era mais perigosa. Estalou uma guerra entre Mari e Esnuna e as relações entre Mari e a Babilónia foram perturbadas devido a querelas por causa da região do Suhum, nomeadamente a cidade fronteiriça de Hit. É então que surge um novo interveniente no cenário dos reinos amoritas: o rei elamita Siuerpalarcupaque. Este era formalmente o suserano de todos os reis amoritas mas na realidade não exercia a sua suserania, pois só raramente intervinha na Mesopotâmia. No entanto, decidiu atacar Esnuna e para isso solicitou o apoio de Mari e da Babilónia. Zimri-Lim e Hamurabi aproveitaram imediatamente a ocasião e juntamente com os elamitas conquistaram Esnuna em 1 765 a.C.
Mas Siuerpalarcupaque não ficou por aí e apoderou-se dos territórios de Esnuna, nomeadamente na região do Cabur, onde as suas tropas conquistaram Subate-Enlil. Entretanto, desentendeu-se com Hamurabi, que tinha ocupado algumas cidades pertencentes a Esnuna que se recusou entregar. Estalou então um conflito entre os dois. Hamurabi ficou rapidamente em dificuldades, mas beneficiou do apoio do rei de Mari, com o qual tem uma aliança e que temia a perda das suas possessões no Triângulo do Cabur, e também da maior parte dos outros reis amoritas, que se opunham à "invasão estrangeira" (Elão era o único grande reino que não era governado por uma dinastia amorita), à exceção de Catna e Larsa. Confrontado com esta oposição, Siuerpalarcupaque desistiu das suas intenções e retirou. Depois desta ofensiva detida in extremis, Hamurabi apresentou-se como o grande vencedor. Este acontecimento constituiu um ponto de viragem para o período, pois foi a partir desse momento que a Babilónia iniciou a sua série de conquistas na Mesopotâmia.

### A ascensão irresistível da Babilónia
Beneficiando da ajuda das tropas de Mari, Hamurabi pôde virar a sua atenção contra o seu velho inimigo Rim-Sim de Larsa, que derrotou finalmente em 1 764 a.C. Esta vitória fez do rei babilónico o senhor incontestado do sul da Mesopotâmia, um feito que ninguém tinha conseguido alcançar desde a queda de Ur. Ficou assim em condições de se virar para norte e atacou na região das Montanhas Sinjar, em direção às possessões de Mari, antes de se apoderar de Esnuna, onde se tinha estabelecido um soberano depois da partida dos elamitas. Não se sabe em que condições estalou a guerra entre a Babilónia e Mari. Em todo o caso, esta última caiu em 1 760 a.C., antes de ser destruída no ano seguinte. Em seguida Hamurabi empreendeu uma série de conquistas no vale do Tigre, até pelo menos à região de Assur. A partir de então, a Mesopotâmia ficou sob o domínio da primeira dinastia da Babilónia (também conhecida como Império Paleobabilónico). Contudo, Hamurabi não atacou Alepo nem Elão, que se mantiveram como as outras duas grandes potências do Médio Oriente durante este período.